# Municipio de East Newman
El municipio de East Newman (en inglés: East Newman Township) es un municipio ubicado en el condado de Nance en el estado estadounidense de Nebraska. En el año 2010 tenía una población de 101 habitantes y una densidad poblacional de 1,2 personas por km².

## Geografía
El municipio de East Newman se encuentra ubicado en las coordenadas 41°20′37″N 97°52′41″O / 41.34361, -97.87806. Según la Oficina del Censo de los Estados Unidos, el municipio tiene una superficie total de 84.37 km², de la cual 82,69 km² corresponden a tierra firme y (1,98 %) 1,67 km² es agua.

## Demografía
Según el censo de 2010, había 101 personas residiendo en el municipio de East Newman. La densidad de población era de 1,2 hab./km². De los 101 habitantes, el municipio de East Newman estaba compuesto por el 100 % blancos. Del total de la población el 0 % eran hispanos o latinos de cualquier raza.